# 1865 Cerberus
1865 Cerberus là một tiểu hành tinh Apollo và là một vật thể gần Trái Đất có đường kính khoảng 1,6 km. Tiểu hành tinh này được L. Kohoutek phát hiện vào ngày 26 tháng 10 năm 1971 tại Đài thiên văn Hamburg, Đức, và được đặt tên tạm thời là 1971 UA. 1865 Cerberus được đặt tên theo Cerberus, con chó ba đầu canh giữ cổng địa ngục của Hades trong thần thoại Hy Lạp.

## Quỹ đạo và phân loại
Cerberus quay quanh Mặt Trời ở khoảng cách 0,6–1,6 AU, và hoàn thành một vòng quỹ đạo sau mỗi 1 năm 1 tháng (410 ngày). Quỹ đạo của Cerberus có độ lệch tâm là 0,47 và độ nghiêng là 16° so với hoàng đạo.
Cerberus được phân loại là một tiểu hành tinh Apollo. Thiên thể này có khoảng cách giao nhau quỹ đạo tối thiểu với Trái Đất là 0,1567 AU (23.400.000 km), tương đương với 61 khoảng cách Mặt Trăng. Cerberus đã và sẽ tiếp cận Trái Đất bảy lần trong phạm vi 30 Gm từ năm 1900 đến năm 2100, mỗi lần ở khoảng cách từ 24,4 Gm đến 25,7 Gm. Cerberus cũng sẽ có thời điểm tiếp cận gần Sao Hỏa và Sao Kim.